# Coppa Europa dei 10000 metri 2002
La Coppa Europa dei 10000 metri 2002 si è tenuta a Camaiore, in Italia il 6 aprile.

## Classifiche
| Pos. | Nazione                                                 | Prestazione                           |
| ---- | ------------------------------------------------------- | ------------------------------------- |
| 1    | Italia 3º Marco Mazza 9º Michele Gamba 11º Simone Zanon | 1h24:25.40 27:44.06 28:19.29 28:22.06 |
| 2    | Spagna                                                  | 1h24:27.20                            |
| 3    | Germania                                                | 1h24:35.3                             |

| Pos. | Nazione    | Prestazione |
| ---- | ---------- | ----------- |
| 1    | Portogallo |             |